# Juan Asensio Barrios
Fray Juan Asensio Barrios (Gibraltar, reino de Sevilla, ca. 1619-Jaén, 22 de abril de 1692) fue un religioso español, fraile mercedario, general de la Orden, presidente del Consejo de Castilla, obispo de Ávila y de Jaén.
| Predecesor: Martín Allué                   | General de la Orden de la Merced 1658 - 1664   | Sucesor: José Sanchis                      |
| Predecesor: Matías Moratinos Santos        | Obispo de Lugo 1669 - 1673                     | Sucesor: Juan Aparicio Navarro             |
| Predecesor: Bernardo Atayde de Lima Perera | Obispo de Ávila 1673 - 1682                    | Sucesor: Diego-Ventura Fernández de Angulo |
| Predecesor: Antonio Fernández de Campo     | Obispo de Jaén 1682 - 1692                     | Sucesor: Antonio de Brizuela y Salamanca   |
| Predecesor: Juan de la Puente Guevara      | Presidente del Consejo de Castilla 1680 - 1684 | Sucesor: Manuel Joaquín Álvarez de Toledo  |